# Heinrich Wedemhof (Politiker, 1617)

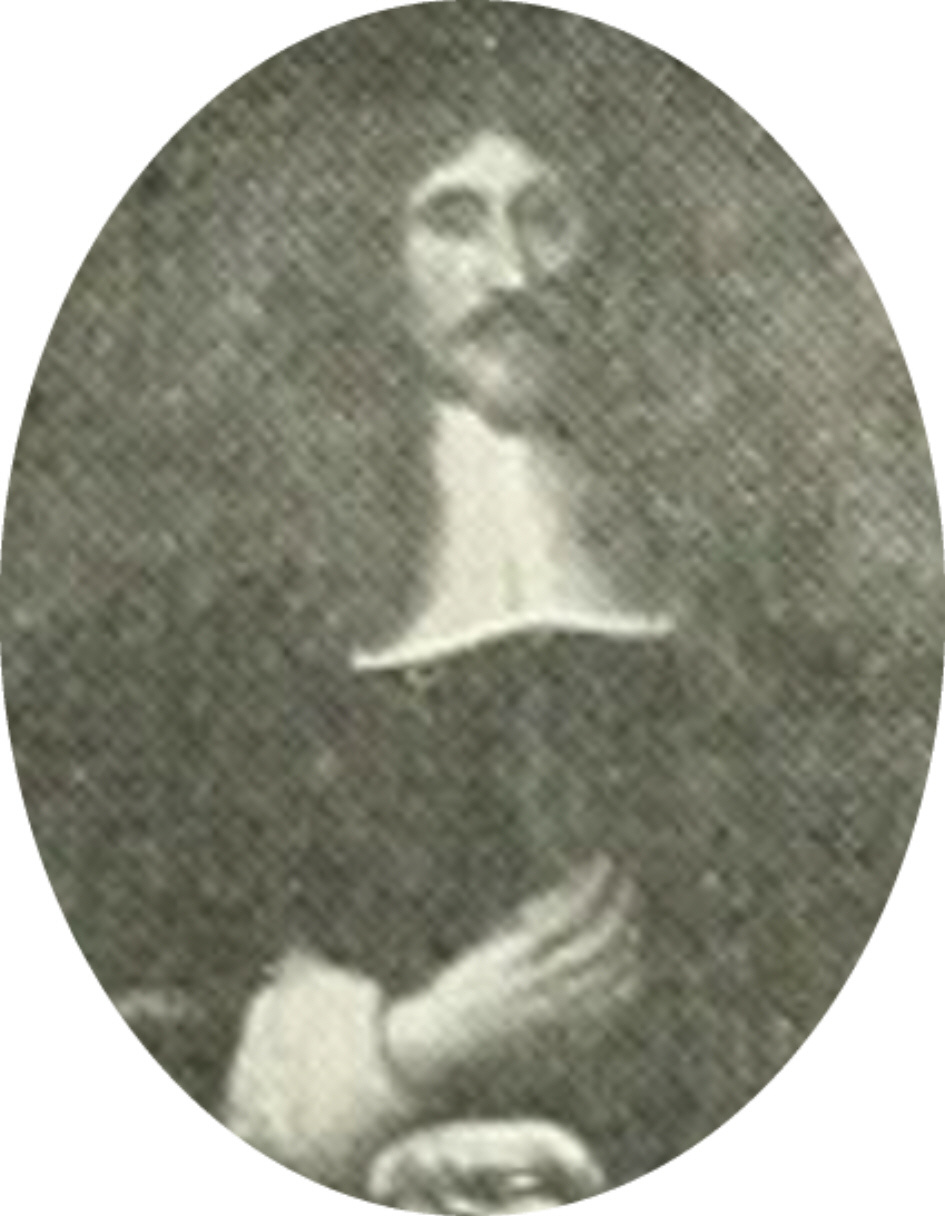

Heinrich Wedemhof (* 26. Juni 1617 in Lübeck; † 28. März 1674 ebenda) war ein deutscher Politiker und Ratsherr der Hansestadt Lübeck.

## Leben

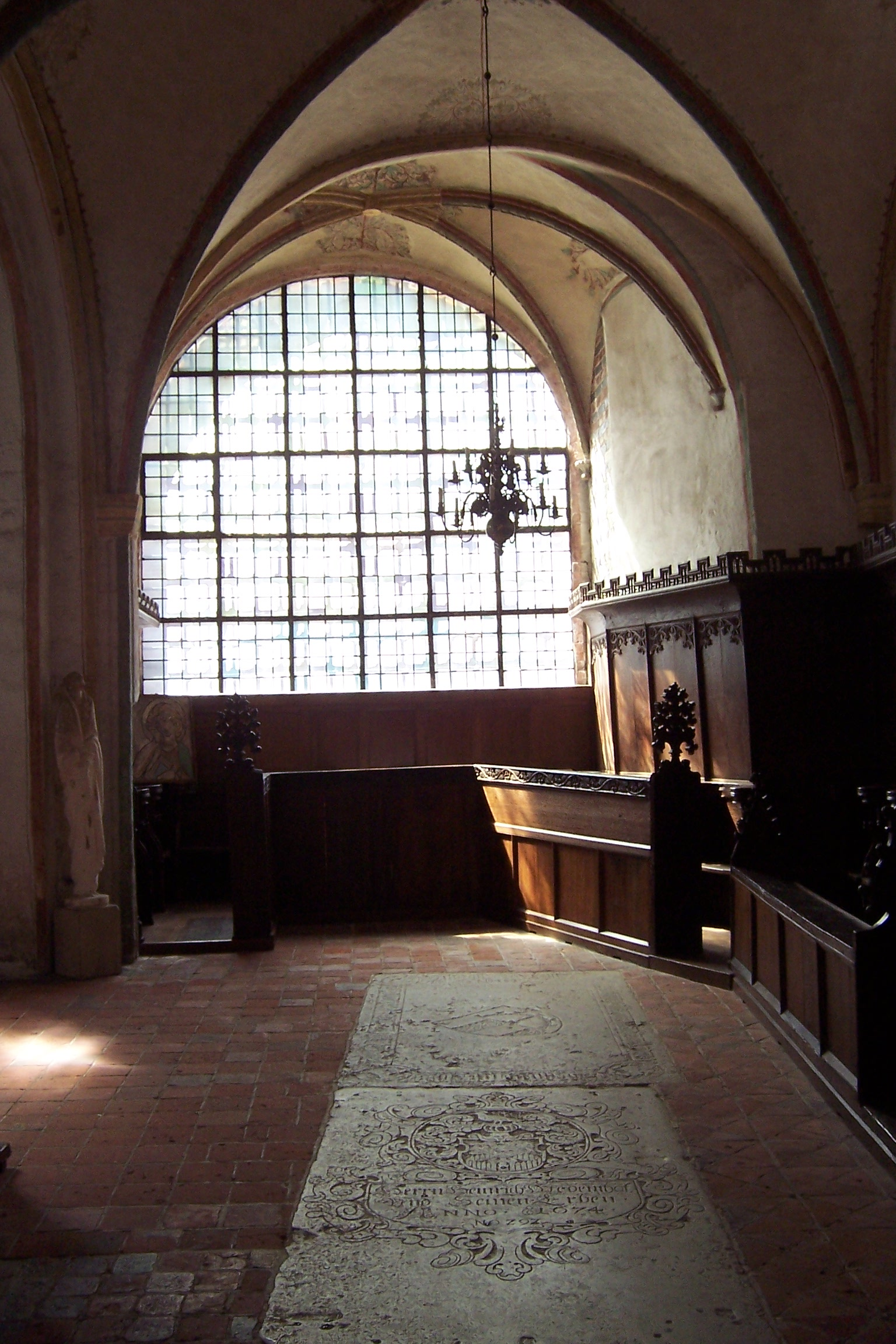
Bürgermeisterkapelle mit der Grabplatte Wedemhofs

Heinrich Wedemhof war der Sohn des Lübecker Ratsherrn Bernhard Wedemhof. Er studierte ab 1632 an der Universität Rostock. Wedemhof wurde 1666 zum Ratsherrn in Lübeck erwählt. Sein ihm 1677 gesetztes Epitaph befand sich in der Lübecker Marienkirche, wo es beim Luftangriff auf Lübeck am 29. März 1942 verbrannte. Seine Grabplatte mit Wappenkartusche und Unterschrift ist in der Bürgermeisterkapelle erhalten. Er war Schwiegervater des späteren Bürgermeisters Hieronymus von Dorne.